# O Tempo Não Para (canção)
O Tempo Não Para, música que deu título ao primeiro álbum ao vivo da carreira solo de Cazuza e um dos sucessos mais marcantes de sua obra, foi composta em parceria com Arnaldo Brandão, vocalista da banda Hanói-Hanói. Sua primeira gravação, inclusive, foi lançada em Fanzine, segundo álbum do Hanói-Hanói.

## Contexto
A primeira parceria de Cazuza com Arnaldo Brandão foi a composição "Nem Sansão Nem Dalila", gravada no álbum de estreia do Hanói-Hanói lançado em 1986. No ano seguinte, após sofrer de uma série de problemas de saúde, Cazuza recebeu o diagnóstico positivo para HIV, vírus causador da Aids. Em 1988, já bastante debilitado, Cazuza buscou na música forças para continuar lutando contra a doença, e contou com a colaboração de seus parceiros para criar novas composições. Um deles, Arnaldo Brandão, explicou em entrevista para o jornal O Globo como surgiu sua segunda parceria com Cazuza: "Ele já estava bem doente. Entreguei o cassete com a melodia, ele ouviu e falou: 'Parece Bob Dylan, vou fazer uma música de protesto'. E escreveu O Tempo Não Para”.

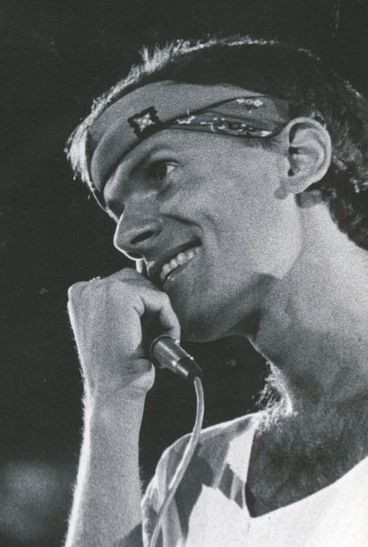
Cazuza, cantor e compositor de "O Tempo Não Para"

A nova composição foi incluída no repertório da turnê "Ideologia", dirigida por Ney Matogrosso, que divulgou as músicas do álbum homônimo lançado por Cazuza em abril de 1988. Graças ao grande sucesso de público e crítica, o show acabou sendo registrado em um disco ao vivo. Gravado nos dias 14, 15 e 16 de outubro de 1988 na sala de espetáculos Canecão, no Rio de Janeiro, esse álbum reuniu os maiores sucessos de Cazuza e duas faixas ainda inéditas na sua voz: O Tempo Não Para (que acabou dando nome ao disco) e Vida Louca Vida (composta por Lobão e Bernardo Vilhena).
Marcada por imagens e expressões poéticas que se tornaram populares, como "metralhadora cheia de mágoas", "a tua piscina está cheia de ratos" e "museu de grandes novidades", Cazuza declarou, a respeito da canção: "O Tempo Não Para fala sobre essa velharia que está aí e vai passar. Vão ficar as ideias de uma nova geração."
Além de ter sido uma das músicas mais tocadas nas FMs brasileiras em 1989, levantamento feito pelo ECAD em 2015, por ocasião dos 25 anos da morte de Cazuza, revelou que O Tempo Não Para foi a sexta obra mais executada do compositor, em rádios, shows, casas de festas, casas de diversão e estabelecimentos com música ao vivo, no período entre 2010 e 2015.

## Músicos
- Cazuza: voz
- João Rebouças: teclados
- Luciano Maurício: guitarra
- Ricardo Palmeira: guitarra
- Nilo Romero: baixo
- Christian Oyens: bateria
- Widor Santiago: saxofone
- Jurema e Jussara Lourenço: backing vocals

## Regravações
Ao longo dos anos, diversos intérpretes reinterpretaram a composição de Cazuza e Arnaldo Brandão, dentre os quais se destacam Simone (faixa 1 do lado B do disco Sedução, de 1988), Ney Matogrosso (faixa 1 do álbum Inclassificáveis, de 2008), Elza Soares (que regravou a música para a trilha sonora da novela O Tempo Não Para, de 2018), Tito (em 2019) e Jão (que gravou um medley de "Codinome Beija-Flor" com "O Tempo Não Para" em tributo aos 30 anos da morte de Cazuza, em 2020).
Sobre Cazuza e a versão que gravou de sua música, Elza Soares declarou: "Cazuza continua vivo, mostrando pro mundo a sua capacidade de ver as coisas lá na frente. Ele viu o futuro repetir o passado. Em dias tão sombrios como hoje, é uma mensagem muito forte, como se ele estivesse escrevendo agora. Gravar essa música foi uma mensagem muito viva, como se ele estivesse aqui presente. Amo Cazuza. Amo a mensagem dele. É isso que eu sinto, o tempo não para. Porque o tempo não para mesmo, Cazuza."
Em 1992, a banda argentina Bersuit Vergarabat gravou uma versão em espanhol para Y Punto, seu álbum de estreia, com o título "El Tiempo No Para". Esta cover foi registrada novamente no álbum ao vivo De la Cabeza, de 2002. Em 2006, a emissora de TV aberta argentina Canal 9 produziu uma novela intitulada El Tiempo No Para, cujo tema de abertura foi a versão em espanhol popularizada pelo Bersuit e regravada pela cantora Fabiana Cantilo. 
A cantora Marina Sena regravou a faixa para a trilha sonora de B.A: O Futuro Está Morto, série da HBO MAX. 